# Famille royale de Danemark
La famille royale de Danemark est composée du monarque danois et de sa parenté proche. Excepté le roi Frederik X, son épouse la reine Mary et la reine Margrethe II, les membres de la famille royale portent les titres de princesses et de princes de Danemark ainsi que de comtes et comtesses de Monpezat depuis le décret royal du 29 avril 2008. Les enfants du monarque portent le prédicat d'altesse royale et le reste de la famille celui d'excellence.
La famille royale appartient à la famille de Laborde de Monpezat depuis l'accession au trône de Frederik X en 2024. Cependant, elle continue à se faire appeler maison de Glücksbourg, une branche cadette de la maison d'Oldenbourg.
Au Danemark, la famille royale jouit d'une cote de popularité importante, oscillant entre les 80 et 90 % d'opinions favorables,.

## Membres

### Membres actuels
- Le roi et la reine de Danemark
  - Le prince héritier (premier fils du roi et de la reine)
  - La princesse Isabella[5] (première fille du roi et de la reine)
  - Le prince Vincent[6] (second fils du roi et de la reine)
  - La princesse Josephine[7] (deuxième fille du roi et de la reine)
- Le prince Joachim[8] et la princesse Marie[9] (frère et belle-sœur du roi)
  - Nikolai, comte de Monpezat[10] (premier fils du prince Joachim et de sa première épouse Alexandra)
  - Felix, comte de Monpezat[11] (deuxième fils du prince Joachim et de sa première épouse Alexandra)
  - Henrik, comte de Monpezat[12] (premier fils du prince Joachim et de la princesse Marie)
  - Athena, comtesse de Monpezat[13] (première fille du prince Joachim et de la princesse Marie)
- La reine Margrethe (mère du roi)
- La princesse Benedikte[14] (tante du roi)
- La reine Anne-Marie de Grèce (tante du roi)

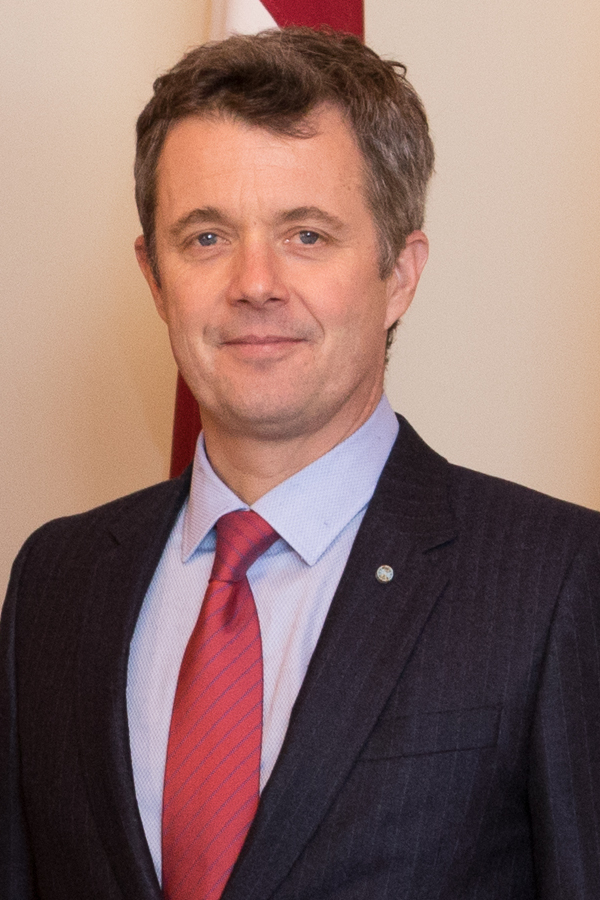
Frederik X
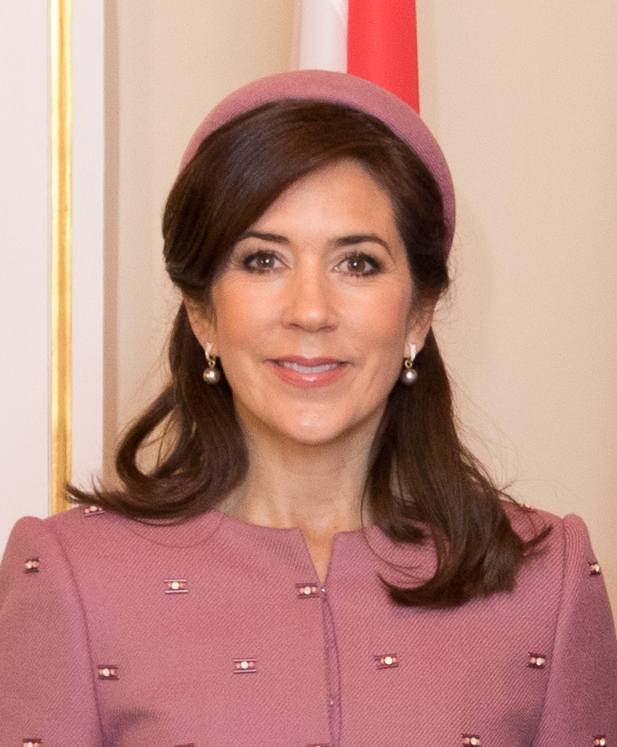
Mary Donaldson
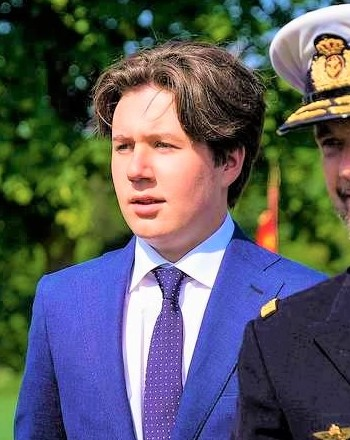
Christian de Danemark
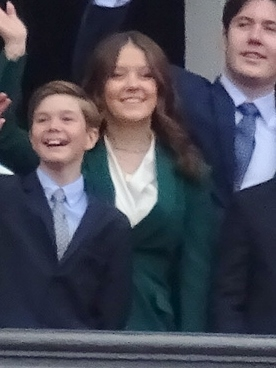
Isabella de Danemark
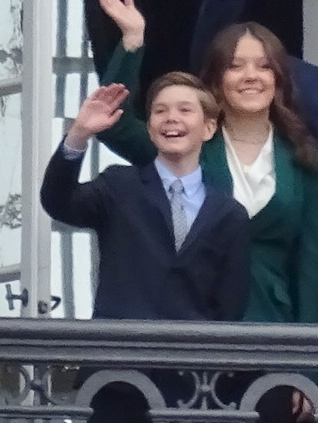
Vincent de Danemark
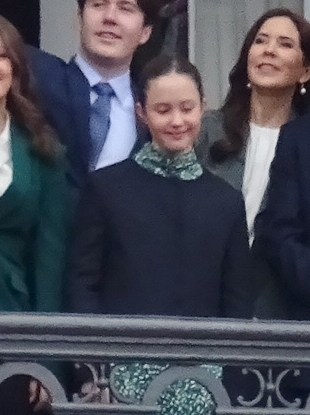
Josephine de Danemark
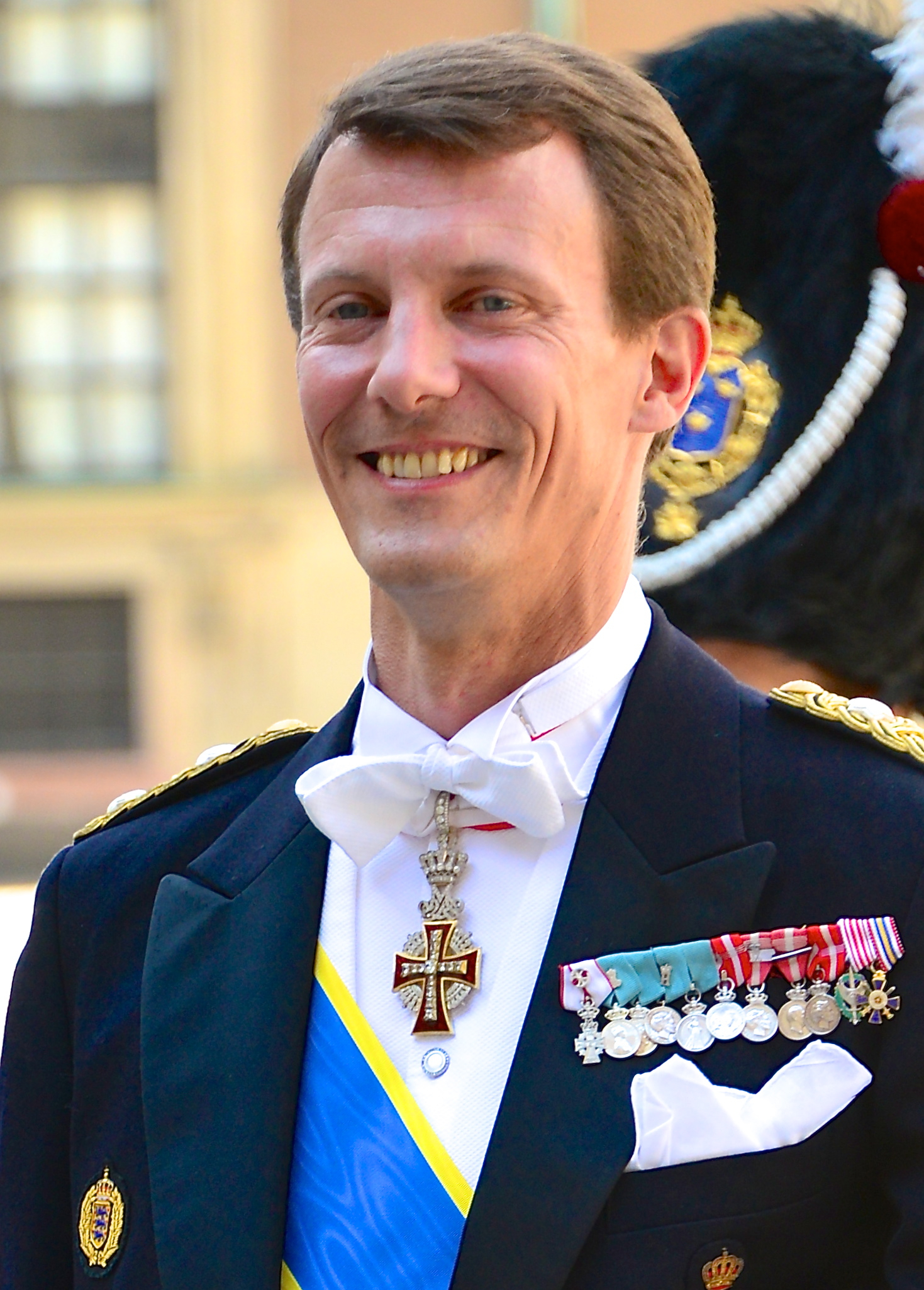
Joachim de Danemark
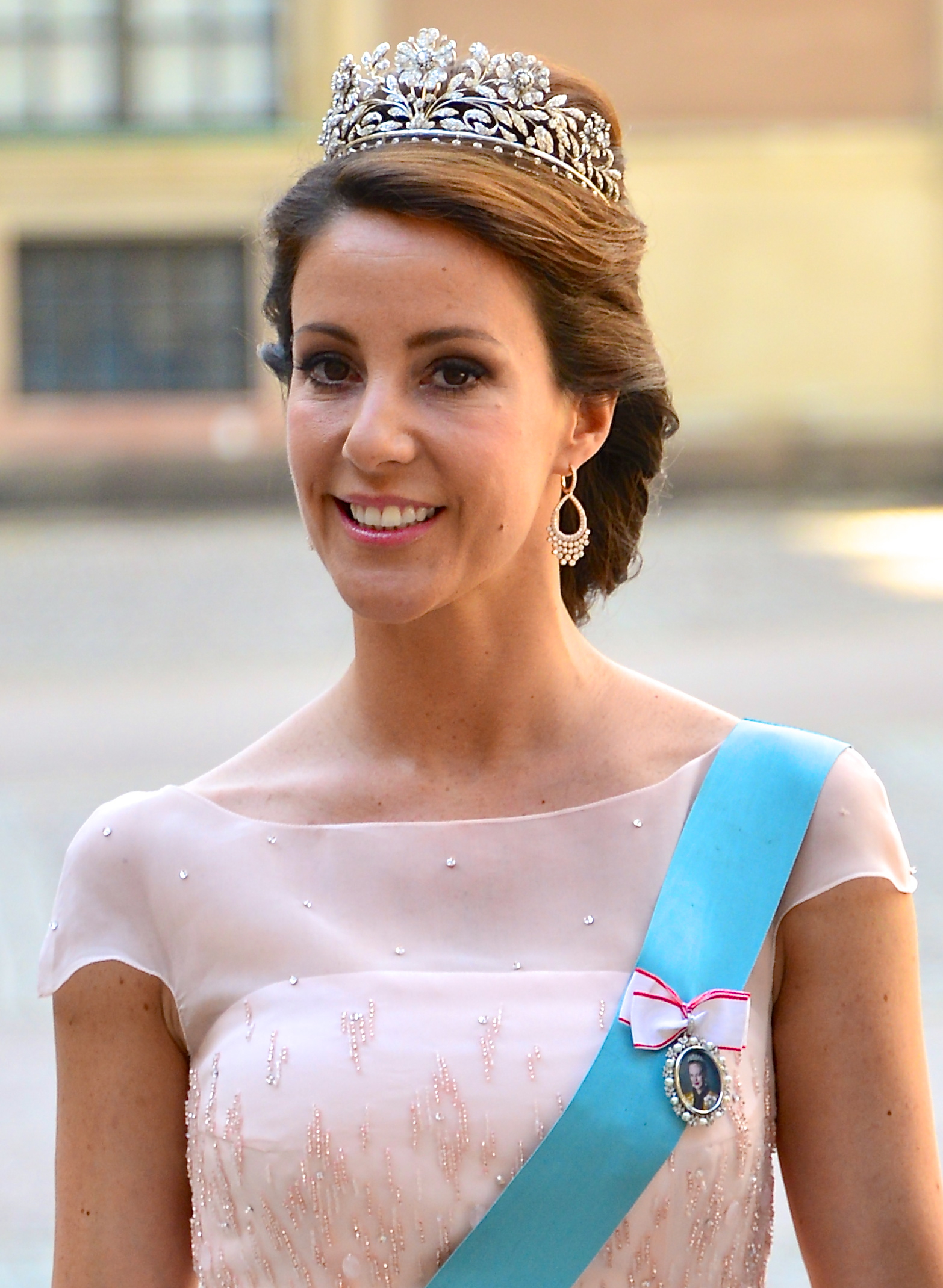
Marie Cavallier
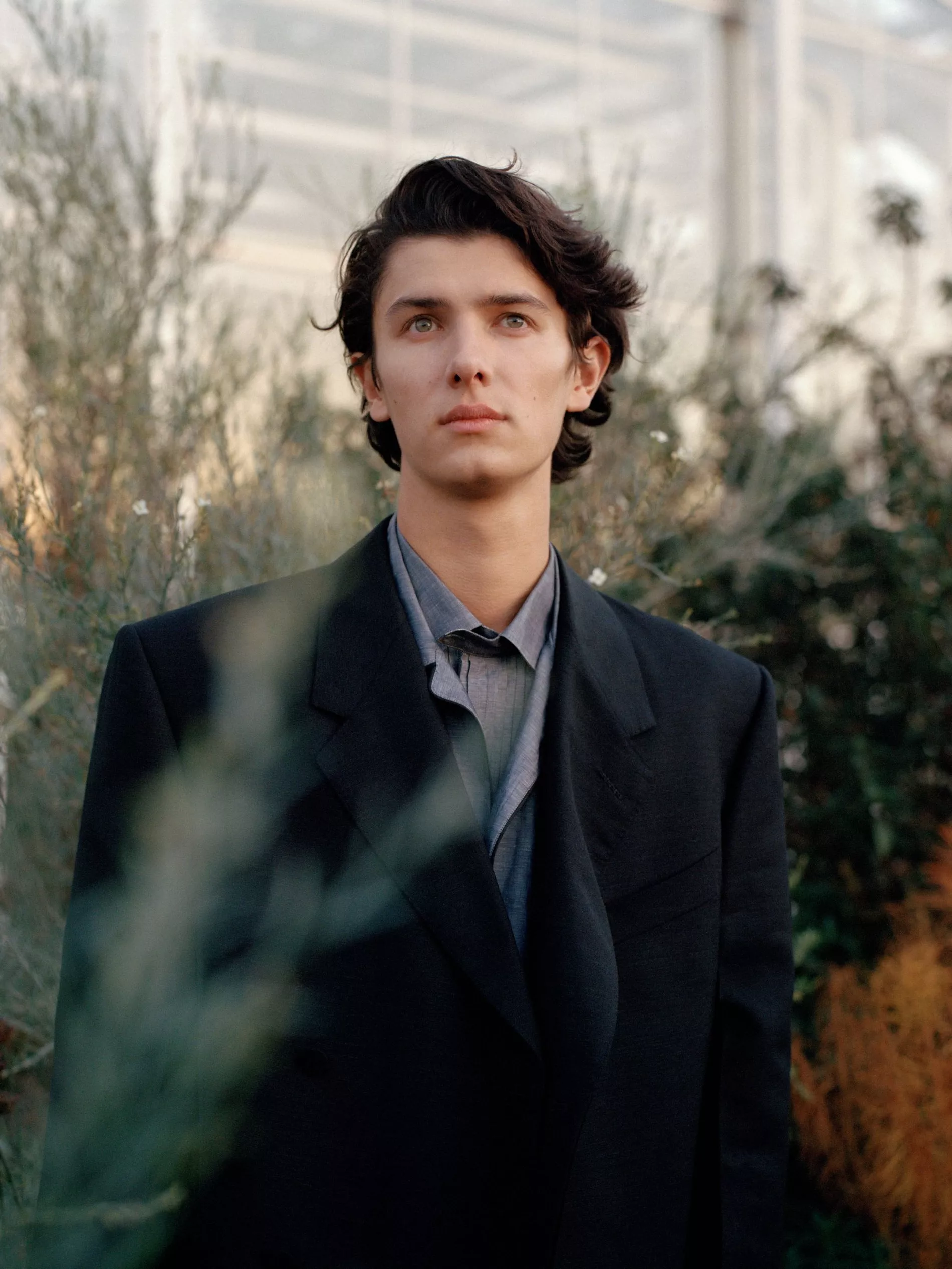
Nikolai de Monpezat
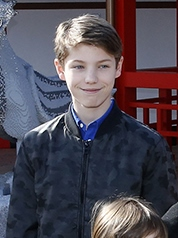
Felix de Monpezat
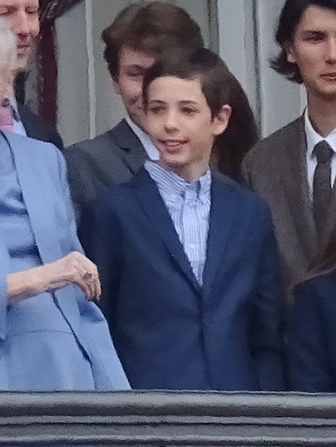
Henrik de Monpezat
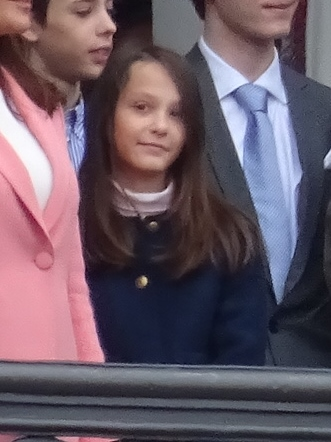
Athena de Monpezat
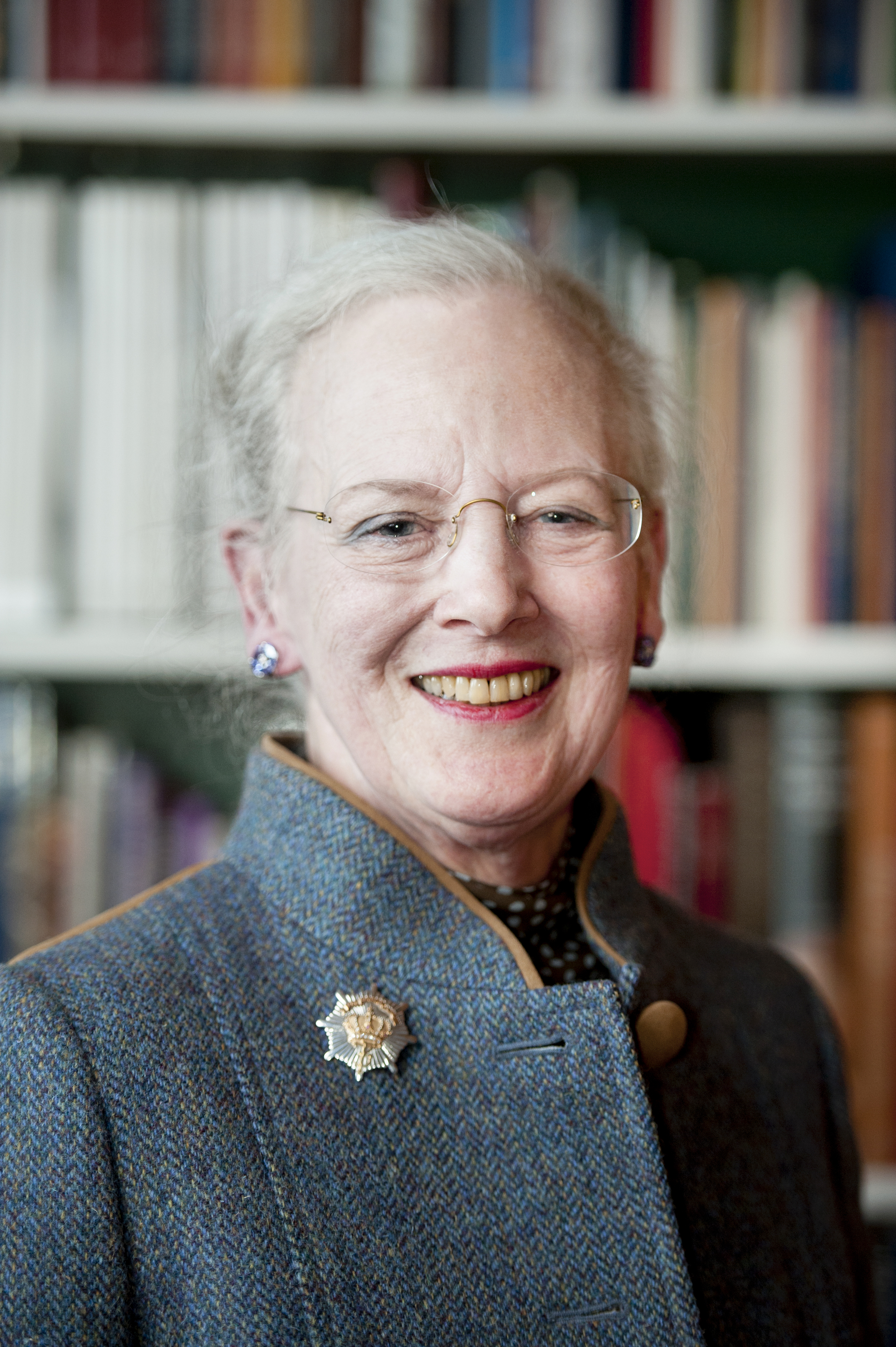
Margrethe II
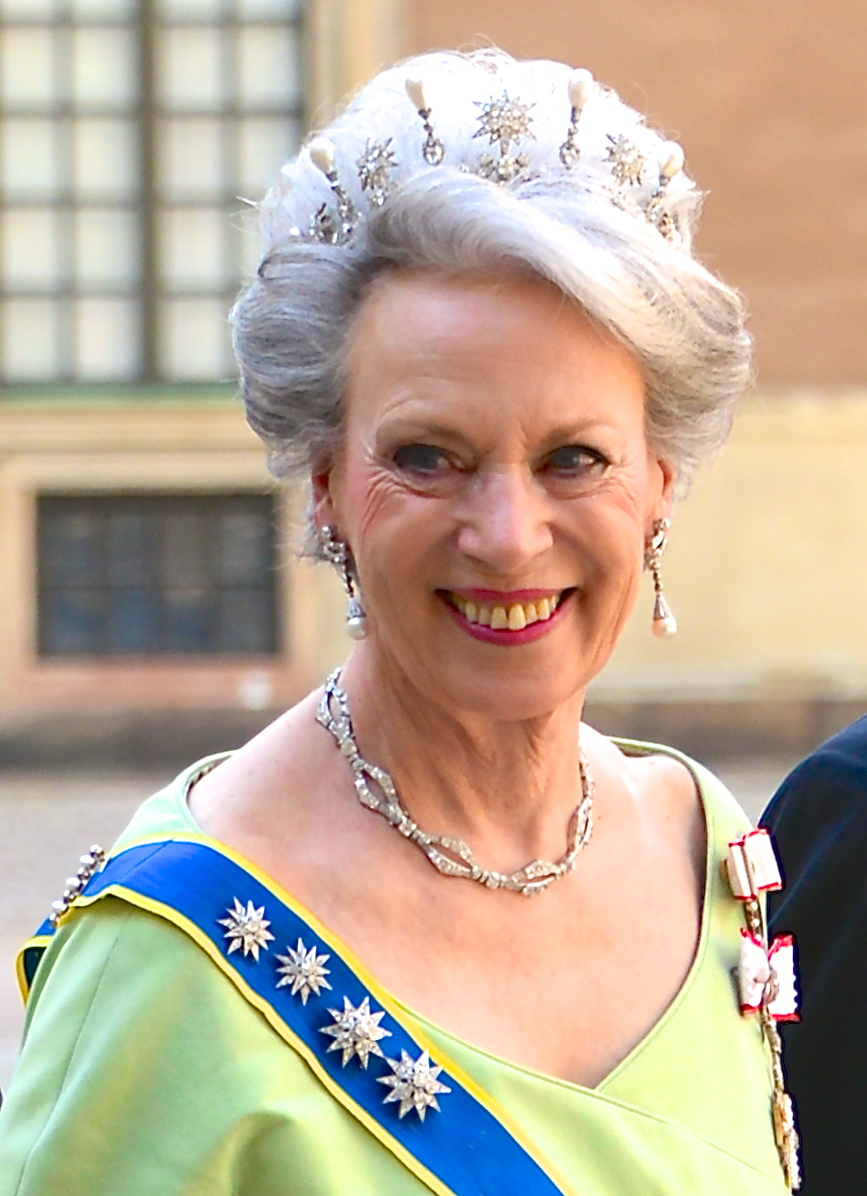
Benedikte de Danemark
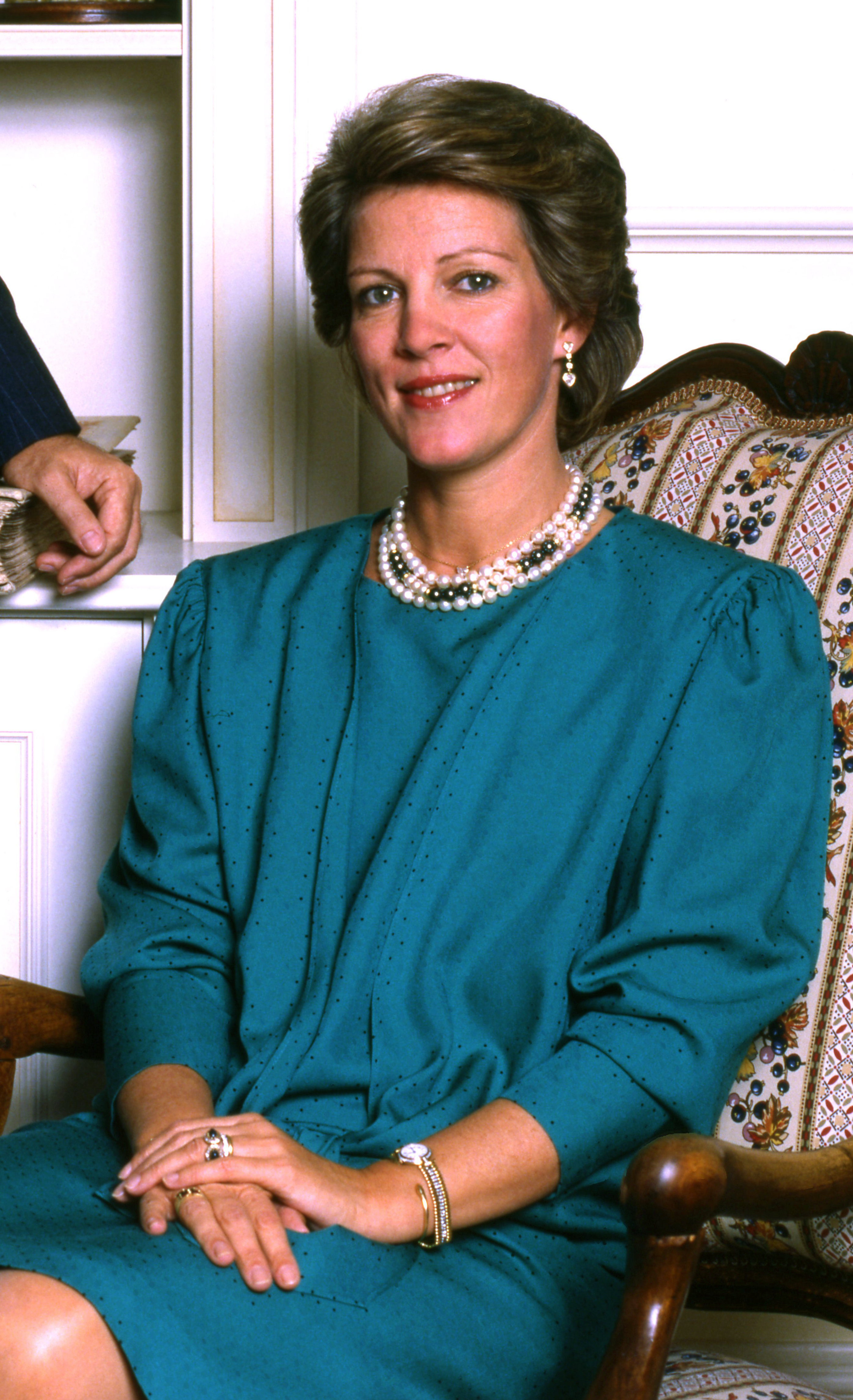
Anne-Marie de Danemark

### Ancien membre
- la comtesse Alexandra de Frederiksborg[10],[11] (ancienne épouse du prince Joachim)

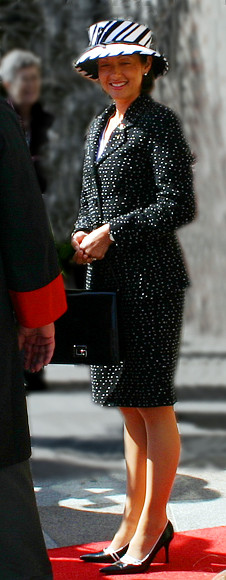
La comtesse Alexandra, en 2004.

La princesse Alexandra, ancienne épouse du plus jeune fils de la reine, le prince Joachim, a perdu le prédicat d'altesse royale lors de son divorce en 2005 pour le prédicat moins honorifique d'altesse. Désignée sous le titre de Son Altesse la princesse Alexandra de Danemark jusqu'à son remariage en 2007, Alexandra était toujours pendant cette période princesse de Danemark, c'est-à-dire qu'elle appartenait à la famille royale danoise.
En 2005, son ancienne belle-mère la reine l'avait titrée comtesse de Frederiksborg (en danois : grevinde af Frederiksborg) à la suite du divorce avec le prince Joachim, un titre personnel dont elle jouit encore.
Lors de son remariage avec Martin Jørgensen le 3 mars 2007, la princesse perd le prédicat d'altesse et la dignité de princesse de Danemark ; Alexandra n'est plus membre de la famille royale de Danemark depuis cette date mais elle a conservé le titre de Son Excellence la comtesse de Frederiksborg.

## Membres de la famille élargie

### Famille royale de Grèce
La plupart des membres de la famille royale de Grèce étaient titrés princes et princesses de Grèce et de Danemark avec qualification d'altesse, conformément au traité de Londres de 1863 et en tant que descendants agnatiques de Georges Ier de Grèce, qui était « prince de Danemark » avant son accession au trône de Grèce la même année. Jusqu'en 1953, les descendants par voie mâle de Georges Ier étaient de possibles successeurs au trône de Danemark. Cependant, aucune loi danoise n'a jamais révoqué l'utilisation du titre princier pour les descendants du premier roi des Hellènes, ni pour ceux qui vivent en 1953, ni pour ceux qui par la suite sont nés ou se sont mariés au sein de la famille royale de Grèce.
Seuls trois membres de la famille royale de Grèce ne portent ni le titre de « princesses de Danemark », ni le prédicat d'altesses,, :
- la princesse Marína Karélla (épouse du prince Michel de Grèce et de Danemark) ;
- la princesse Alexandra de Grèce (fille du prince Michel et épouse de Nicolas Mirzayantz) ;
- la princesse Olga de Grèce (fille du prince Michel et épouse d'Aymon, « duc des Pouilles »).

Deux princes de la famille royale de Grèce, qui sont nés « princes de Grèce et de Danemark » et qui ne descendent pas du roi Constantin II et de la reine Anne-Marie de Danemark, ont été consorts en Europe :
- Sophie de Grèce, reine d'Espagne (sœur de Constantin II et belle-sœur d'Anne-Marie) ;
- le prince Philip, prince consort du Royaume-Uni (fils du prince André de Grèce et petit-fils de Georges Ier de Grèce).

### Famille royale du Royaume-Uni et des royaumes du Commonwealth

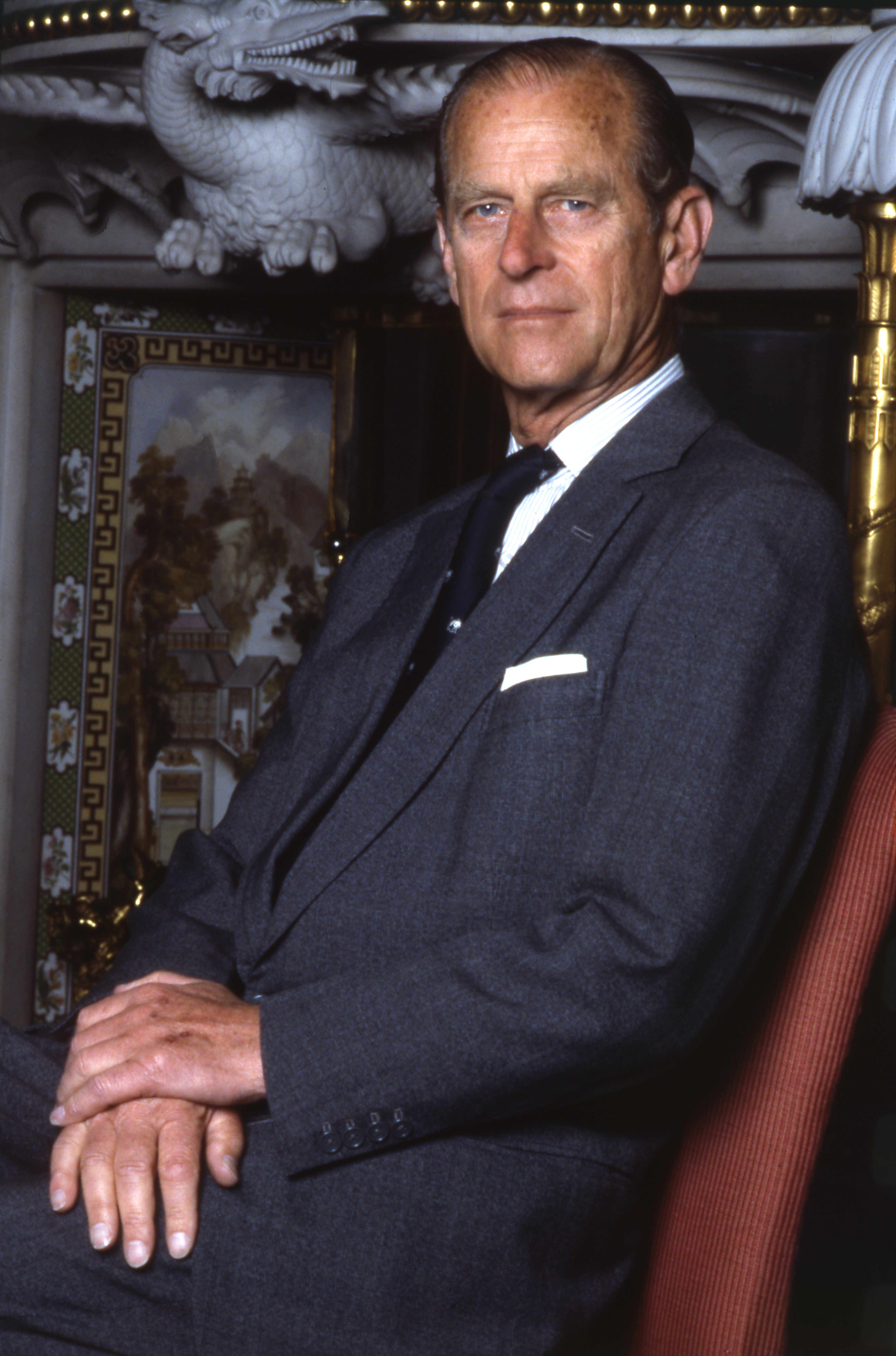
Le prince Philip, en 1992.

Les membres de la famille royale britannique peuvent être considérés comme membres de la famille élargie de Grèce et de Danemark par le prince Philip, duc d'Édimbourg, né prince Philippe de Grèce et de Danemark. Cependant, comme les membres des branches grecque et norvégienne, le prince Philip, en tant qu'aîné de la branche, a renoncé à ses droits de succession pour le trône de Grèce et a cessé d'utiliser les titres de prince de Grèce et de Danemark en épousant la reine Élisabeth II. Cependant, tous les membres de la famille royale britannique appartiennent soit par mariage soit par le sang à la maison d'Oldenbourg :
- le roi Charles III (fils aîné du prince Philip) et Camilla, reine consort du Royaume-Uni (née Shand)
  - le prince William, prince de Galles (fils aîné du roi Charles III) et Catherine, princesse de Galles (née Middleton)
    - le prince George (fils du prince de Galles)
    - la princesse Charlotte (fille du prince de Galles)
    - le prince Louis (fils du prince de Galles)

  - le prince Harry, duc de Sussex (fils cadet du roi Charles III) et Meghan (née Markle), son épouse
    - le prince Archie (fils du duc de Sussex)
    - la princesse Lilibet (fille du duc de Sussex)
- la princesse Anne, princesse royale (fille du prince Philip)
- le prince Andrew, duc d'York (deuxième fils du prince Philip)
  - la princesse Beatrice (fille aînée du duc d'York)
  - la princesse Eugenie (fille cadette du duc d'York)
- le prince Edward, duc d'Édimbourg (fils cadet du prince Philip) et Sophie (née Rhys-Jones), duchesse de d'Édimbourg
  - Lady Louise Windsor (fille du duc d'Édimbourg)
  - James, comte de Wessex (fils du duc d'Édimbourg)

### Famille royale de Norvège

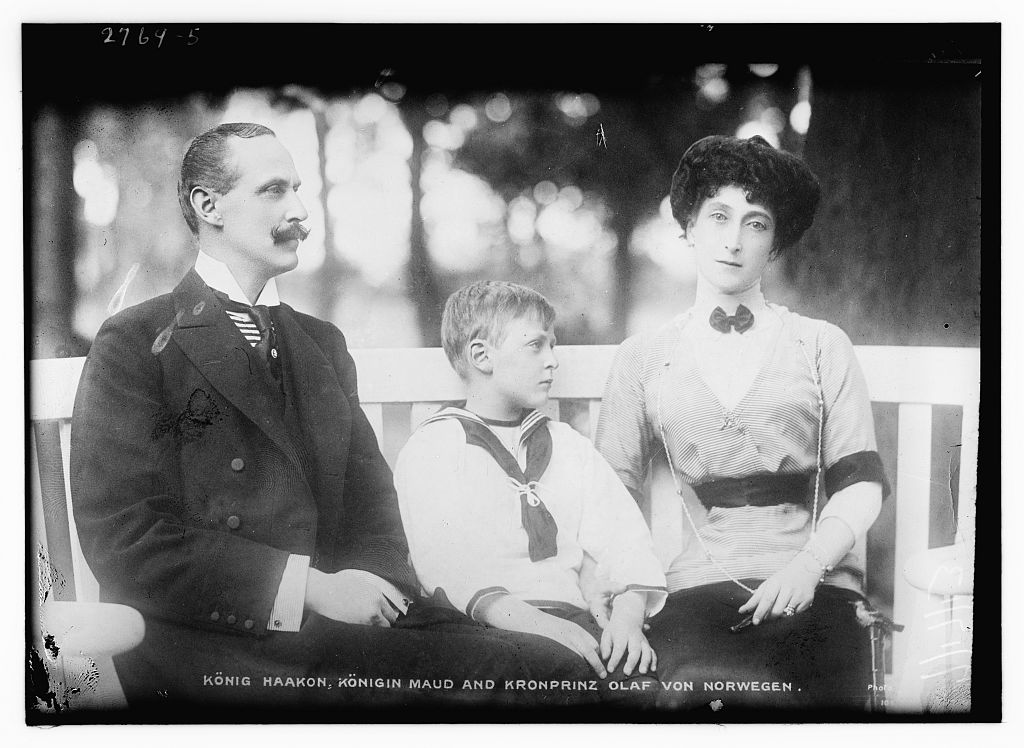
Le roi Haakon VII, fils de Frédéric VIII de Danemark et fondateur de la ligne norvégienne de la maison de Glücksbourg, en compagnie de son épouse Maud de Galles et de leur fils le prince Olav (1917).

La famille royale norvégienne descendant par voie légitime et mâle de Frédéric VIII de Danemark, le grand-père de la reine actuelle. Haakon VII de Norvège, qui était né prince Charles de Danemark en tant que fils cadet de Frédéric VIII, a été porté sur le trône d'un autre pays, la Norvège, comme Georges Ier l'avait été pour la Grèce, fondant ainsi la dynastie des rois de Norvège actuels.
Comme pour les descendants de Georges Ier de Grèce, les membres de la famille royale norvégienne n'ont plus de droits sur la couronne danoise, mais, à la différence de leurs cousins de la famille royale de Grèce, les princes norvégiens ne portent plus de titres royaux danois depuis leur accession au trône de Norvège en 1905.
La famille royale de Norvège est aujourd'hui composée de :
- le roi Harald V et la reine Sonja
  - la princesse Märtha Louise, fille du roi, et Ari Bjørshol, son époux
    - Maud Angelica Behn, fille aînée de la princesse Märtha Louise
    - Leah Isadora Behn, deuxième fille de la princesse Märtha Louise
    - Emma Tallulah Behn, troisième fille de la princesse Märtha Louise

  - le prince Haakon, prince héritier, fils du roi, et la princesse Mette-Marit, son épouse
    - la princesse Ingrid Alexandra, fille du prince Haakon
    - le prince Sverre Magnus, fils du prince Haarkon
- la princesse Astrid et Johan Ferner, sœur aînée du roi et son époux.

### Comtes et comtesses de Rosenborg
Lorsqu'un prince danois se marie sans le consentement du monarque, il perd tous ses droits dynastiques y compris les titres royaux. On accorde alors à l'ancien dynaste et de façon héréditaire le titre de « comte de Rosenborg ».

## Généalogie
|                              |                              |                              |                              |                              |                              |  |  |                               |                               |                               |                               |                               |                               |  |  |                            |                            |                            |                            |                            |                            |                                          |                                          |                                          |                                          |                                          |                                          |                              |                              |                                 |                                 |                                 |                                 |                                 |                                 |                            |                            |                         |                         |                          |                          |                          |                          |                            |                            |                            |                            |                            |                            |                           |                           |                           |                           |                        |                        |                           |                           |                           |                           |                           |                           |  |  |                                                |                                                |                                                |                                                |                                                |                                                |  |  |                                                |                                                |                                                |                                                |                                                |                                                |  |  |                                              |                                              |                                              |                                              |                                                     |                                                     |                                                     |                                                     |                                                     |                                                     |                                                  |                                                  |                                                  |                                                  |                              |                              |                                        |                                        |                                        |                                        | Frédéric IX de Danemark (1899-1972)    | Frédéric IX de Danemark (1899-1972)    | Frédéric IX de Danemark (1899-1972) | Frédéric IX de Danemark (1899-1972) | Frédéric IX de Danemark (1899-1972) | Frédéric IX de Danemark (1899-1972) |                               |                               | Ingrid de Suède (1910-2000)   | Ingrid de Suède (1910-2000)   | Ingrid de Suède (1910-2000) | Ingrid de Suède (1910-2000) | Ingrid de Suède (1910-2000)                     | Ingrid de Suède (1910-2000)                     |                                                 |                                                 |                                                 |                                                 |  |  |                                     |                                     |                                     |                                     |                                     |                                     |  |  |                                      |                                      |                                      |                                      |                                      |                                      |  |  |                                   |                                   |                                   |                                   |                                   |                                   |  |  |                                   |                                   |                                   |                                   |                                   |                                   |  |  |                               |                               |                               |                               |                               |                               |  |  |                                    |                                    |                                    |                                    |                                    |                                    |                      |                      |                                  |                                  |                                    |                                    |                                    |                                    |                                    |                                    |                                |                                |                                |                                |                                |                                |                               |                               |                                   |                                   |                                   |                                   |                                   |                                   |                              |                              |                              |                              |  |  |                      |                      |                      |                      |                      |                      |  |  |                          |                          |                          |                          |                          |                          |  |  |                          |                          |                          |                          |                          |                          |  |  |                   |                   |                   |                   |                   |                   |  |  |
|                              |                              |                              |                              |                              |                              |  |  |                               |                               |                               |                               |                               |                               |  |  |                            |                            |                            |                            |                            |                            |                                          |                                          |                                          |                                          |                                          |                                          |                              |                              |                                 |                                 |                                 |                                 |                                 |                                 |                            |                            |                         |                         |                          |                          |                          |                          |                            |                            |                            |                            |                            |                            |                           |                           |                           |                           |                        |                        |                           |                           |                           |                           |                           |                           |  |  |                                                |                                                |                                                |                                                |                                                |                                                |  |  |                                                |                                                |                                                |                                                |                                                |                                                |  |  |                                              |                                              |                                              |                                              |                                                     |                                                     |                                                     |                                                     |                                                     |                                                     |                                                  |                                                  |                                                  |                                                  |                              |                              |                                        |                                        |                                        |                                        | Frédéric IX de Danemark (1899-1972)    | Frédéric IX de Danemark (1899-1972)    | Frédéric IX de Danemark (1899-1972) | Frédéric IX de Danemark (1899-1972) | Frédéric IX de Danemark (1899-1972) | Frédéric IX de Danemark (1899-1972) |                               |                               | Ingrid de Suède (1910-2000)   | Ingrid de Suède (1910-2000)   | Ingrid de Suède (1910-2000) | Ingrid de Suède (1910-2000) | Ingrid de Suède (1910-2000)                     | Ingrid de Suède (1910-2000)                     |                                                 |                                                 |                                                 |                                                 |  |  |                                     |                                     |                                     |                                     |                                     |                                     |  |  |                                      |                                      |                                      |                                      |                                      |                                      |  |  |                                   |                                   |                                   |                                   |                                   |                                   |  |  |                                   |                                   |                                   |                                   |                                   |                                   |  |  |                               |                               |                               |                               |                               |                               |  |  |                                    |                                    |                                    |                                    |                                    |                                    |                      |                      |                                  |                                  |                                    |                                    |                                    |                                    |                                    |                                    |                                |                                |                                |                                |                                |                                |                               |                               |                                   |                                   |                                   |                                   |                                   |                                   |                              |                              |                              |                              |  |  |                      |                      |                      |                      |                      |                      |  |  |                          |                          |                          |                          |                          |                          |  |  |                          |                          |                          |                          |                          |                          |  |  |                   |                   |                   |                   |                   |                   |  |  |
|                              |                              |                              |                              |                              |                              |  |  |                               |                               |                               |                               |                               |                               |  |  |                            |                            |                            |                            |                            |                            |                                          |                                          |                                          |                                          |                                          |                                          |                              |                              |                                 |                                 |                                 |                                 |                                 |                                 |                            |                            |                         |                         |                          |                          |                          |                          |                            |                            |                            |                            |                            |                            |                           |                           |                           |                           |                        |                        |                           |                           |                           |                           |                           |                           |  |  |                                                |                                                |                                                |                                                |                                                |                                                |  |  |                                                |                                                |                                                |                                                |                                                |                                                |  |  |                                              |                                              |                                              |                                              |                                                     |                                                     |                                                     |                                                     |                                                     |                                                     |                                                  |                                                  |                                                  |                                                  |                              |                              |                                        |                                        |                                        |                                        |                                        |                                        |                                     |                                     |                                     |                                     |                               |                               |                               |                               |                             |                             |                                                 |                                                 |                                                 |                                                 |                                                 |                                                 |  |  |                                     |                                     |                                     |                                     |                                     |                                     |  |  |                                      |                                      |                                      |                                      |                                      |                                      |  |  |                                   |                                   |                                   |                                   |                                   |                                   |  |  |                                   |                                   |                                   |                                   |                                   |                                   |  |  |                               |                               |                               |                               |                               |                               |  |  |                                    |                                    |                                    |                                    |                                    |                                    |                      |                      |                                  |                                  |                                    |                                    |                                    |                                    |                                    |                                    |                                |                                |                                |                                |                                |                                |                               |                               |                                   |                                   |                                   |                                   |                                   |                                   |                              |                              |                              |                              |  |  |                      |                      |                      |                      |                      |                      |  |  |                          |                          |                          |                          |                          |                          |  |  |                          |                          |                          |                          |                          |                          |  |  |                   |                   |                   |                   |                   |                   |  |  |
|                              |                              |                              |                              |                              |                              |  |  |                               |                               |                               |                               |                               |                               |  |  |                            |                            |                            |                            |                            |                            |                                          |                                          |                                          |                                          |                                          |                                          |                              |                              |                                 |                                 |                                 |                                 |                                 |                                 |                            |                            |                         |                         |                          |                          |                          |                          |                            |                            |                            |                            |                            |                            |                           |                           |                           |                           |                        |                        |                           |                           |                           |                           |                           |                           |  |  |                                                |                                                |                                                |                                                |                                                |                                                |  |  |                                                |                                                |                                                |                                                |                                                |                                                |  |  |                                              |                                              |                                              |                                              |                                                     |                                                     |                                                     |                                                     |                                                     |                                                     |                                                  |                                                  |                                                  |                                                  |                              |                              |                                        |                                        |                                        |                                        |                                        |                                        |                                     |                                     |                                     |                                     |                               |                               |                               |                               |                             |                             |                                                 |                                                 |                                                 |                                                 |                                                 |                                                 |  |  |                                     |                                     |                                     |                                     |                                     |                                     |  |  |                                      |                                      |                                      |                                      |                                      |                                      |  |  |                                   |                                   |                                   |                                   |                                   |                                   |  |  |                                   |                                   |                                   |                                   |                                   |                                   |  |  |                               |                               |                               |                               |                               |                               |  |  |                                    |                                    |                                    |                                    |                                    |                                    |                      |                      |                                  |                                  |                                    |                                    |                                    |                                    |                                    |                                    |                                |                                |                                |                                |                                |                                |                               |                               |                                   |                                   |                                   |                                   |                                   |                                   |                              |                              |                              |                              |  |  |                      |                      |                      |                      |                      |                      |  |  |                          |                          |                          |                          |                          |                          |  |  |                          |                          |                          |                          |                          |                          |  |  |                   |                   |                   |                   |                   |                   |  |  |
|                              |                              |                              |                              |                              |                              |  |  |                               |                               |                               |                               |                               |                               |  |  |                            |                            |                            |                            |                            |                            | Henri de Laborde de Monpezat (1934-2018) | Henri de Laborde de Monpezat (1934-2018) | Henri de Laborde de Monpezat (1934-2018) | Henri de Laborde de Monpezat (1934-2018) | Henri de Laborde de Monpezat (1934-2018) | Henri de Laborde de Monpezat (1934-2018) |                              |                              | Margrethe II de Danemark (1940) | Margrethe II de Danemark (1940) | Margrethe II de Danemark (1940) | Margrethe II de Danemark (1940) | Margrethe II de Danemark (1940) | Margrethe II de Danemark (1940) |                            |                            |                         |                         |                          |                          |                          |                          |                            |                            |                            |                            |                            |                            |                           |                           |                           |                           |                        |                        |                           |                           |                           |                           |                           |                           |  |  |                                                |                                                |                                                |                                                |                                                |                                                |  |  |                                                |                                                |                                                |                                                |                                                |                                                |  |  |                                              |                                              |                                              |                                              | Richard de Sayn-Wittgenstein-Berlebourg (1934-2017) | Richard de Sayn-Wittgenstein-Berlebourg (1934-2017) | Richard de Sayn-Wittgenstein-Berlebourg (1934-2017) | Richard de Sayn-Wittgenstein-Berlebourg (1934-2017) | Richard de Sayn-Wittgenstein-Berlebourg (1934-2017) | Richard de Sayn-Wittgenstein-Berlebourg (1934-2017) |                                                  |                                                  | Benedikte de Danemark (1944)                     | Benedikte de Danemark (1944)                     | Benedikte de Danemark (1944) | Benedikte de Danemark (1944) | Benedikte de Danemark (1944)           | Benedikte de Danemark (1944)           |                                        |                                        |                                        |                                        |                                     |                                     |                                     |                                     |                               |                               |                               |                               |                             |                             |                                                 |                                                 |                                                 |                                                 |                                                 |                                                 |  |  |                                     |                                     |                                     |                                     |                                     |                                     |  |  |                                      |                                      |                                      |                                      |                                      |                                      |  |  |                                   |                                   |                                   |                                   |                                   |                                   |  |  |                                   |                                   |                                   |                                   |                                   |                                   |  |  |                               |                               |                               |                               |                               |                               |  |  |                                    |                                    |                                    |                                    |                                    |                                    |                      |                      |                                  |                                  | Constantin II de Grèce (1940-2023) | Constantin II de Grèce (1940-2023) | Constantin II de Grèce (1940-2023) | Constantin II de Grèce (1940-2023) | Constantin II de Grèce (1940-2023) | Constantin II de Grèce (1940-2023) |                                |                                | Anne-Marie de Danemark (1946)  | Anne-Marie de Danemark (1946)  | Anne-Marie de Danemark (1946)  | Anne-Marie de Danemark (1946)  | Anne-Marie de Danemark (1946) | Anne-Marie de Danemark (1946) |                                   |                                   |                                   |                                   |                                   |                                   |                              |                              |                              |                              |  |  |                      |                      |                      |                      |                      |                      |  |  |                          |                          |                          |                          |                          |                          |  |  |                          |                          |                          |                          |                          |                          |  |  |                   |                   |                   |                   |                   |                   |  |  |
|                              |                              |                              |                              |                              |                              |  |  |                               |                               |                               |                               |                               |                               |  |  |                            |                            |                            |                            |                            |                            | Henri de Laborde de Monpezat (1934-2018) | Henri de Laborde de Monpezat (1934-2018) | Henri de Laborde de Monpezat (1934-2018) | Henri de Laborde de Monpezat (1934-2018) | Henri de Laborde de Monpezat (1934-2018) | Henri de Laborde de Monpezat (1934-2018) |                              |                              | Margrethe II de Danemark (1940) | Margrethe II de Danemark (1940) | Margrethe II de Danemark (1940) | Margrethe II de Danemark (1940) | Margrethe II de Danemark (1940) | Margrethe II de Danemark (1940) |                            |                            |                         |                         |                          |                          |                          |                          |                            |                            |                            |                            |                            |                            |                           |                           |                           |                           |                        |                        |                           |                           |                           |                           |                           |                           |  |  |                                                |                                                |                                                |                                                |                                                |                                                |  |  |                                                |                                                |                                                |                                                |                                                |                                                |  |  |                                              |                                              |                                              |                                              | Richard de Sayn-Wittgenstein-Berlebourg (1934-2017) | Richard de Sayn-Wittgenstein-Berlebourg (1934-2017) | Richard de Sayn-Wittgenstein-Berlebourg (1934-2017) | Richard de Sayn-Wittgenstein-Berlebourg (1934-2017) | Richard de Sayn-Wittgenstein-Berlebourg (1934-2017) | Richard de Sayn-Wittgenstein-Berlebourg (1934-2017) |                                                  |                                                  | Benedikte de Danemark (1944)                     | Benedikte de Danemark (1944)                     | Benedikte de Danemark (1944) | Benedikte de Danemark (1944) | Benedikte de Danemark (1944)           | Benedikte de Danemark (1944)           |                                        |                                        |                                        |                                        |                                     |                                     |                                     |                                     |                               |                               |                               |                               |                             |                             |                                                 |                                                 |                                                 |                                                 |                                                 |                                                 |  |  |                                     |                                     |                                     |                                     |                                     |                                     |  |  |                                      |                                      |                                      |                                      |                                      |                                      |  |  |                                   |                                   |                                   |                                   |                                   |                                   |  |  |                                   |                                   |                                   |                                   |                                   |                                   |  |  |                               |                               |                               |                               |                               |                               |  |  |                                    |                                    |                                    |                                    |                                    |                                    |                      |                      |                                  |                                  | Constantin II de Grèce (1940-2023) | Constantin II de Grèce (1940-2023) | Constantin II de Grèce (1940-2023) | Constantin II de Grèce (1940-2023) | Constantin II de Grèce (1940-2023) | Constantin II de Grèce (1940-2023) |                                |                                | Anne-Marie de Danemark (1946)  | Anne-Marie de Danemark (1946)  | Anne-Marie de Danemark (1946)  | Anne-Marie de Danemark (1946)  | Anne-Marie de Danemark (1946) | Anne-Marie de Danemark (1946) |                                   |                                   |                                   |                                   |                                   |                                   |                              |                              |                              |                              |  |  |                      |                      |                      |                      |                      |                      |  |  |                          |                          |                          |                          |                          |                          |  |  |                          |                          |                          |                          |                          |                          |  |  |                   |                   |                   |                   |                   |                   |  |  |
|                              |                              |                              |                              |                              |                              |  |  |                               |                               |                               |                               |                               |                               |  |  |                            |                            |                            |                            |                            |                            |                                          |                                          |                                          |                                          |                                          |                                          |                              |                              |                                 |                                 |                                 |                                 |                                 |                                 |                            |                            |                         |                         |                          |                          |                          |                          |                            |                            |                            |                            |                            |                            |                           |                           |                           |                           |                        |                        |                           |                           |                           |                           |                           |                           |  |  |                                                |                                                |                                                |                                                |                                                |                                                |  |  |                                                |                                                |                                                |                                                |                                                |                                                |  |  |                                              |                                              |                                              |                                              |                                                     |                                                     |                                                     |                                                     |                                                     |                                                     |                                                  |                                                  |                                                  |                                                  |                              |                              |                                        |                                        |                                        |                                        |                                        |                                        |                                     |                                     |                                     |                                     |                               |                               |                               |                               |                             |                             |                                                 |                                                 |                                                 |                                                 |                                                 |                                                 |  |  |                                     |                                     |                                     |                                     |                                     |                                     |  |  |                                      |                                      |                                      |                                      |                                      |                                      |  |  |                                   |                                   |                                   |                                   |                                   |                                   |  |  |                                   |                                   |                                   |                                   |                                   |                                   |  |  |                               |                               |                               |                               |                               |                               |  |  |                                    |                                    |                                    |                                    |                                    |                                    |                      |                      |                                  |                                  |                                    |                                    |                                    |                                    |                                    |                                    |                                |                                |                                |                                |                                |                                |                               |                               |                                   |                                   |                                   |                                   |                                   |                                   |                              |                              |                              |                              |  |  |                      |                      |                      |                      |                      |                      |  |  |                          |                          |                          |                          |                          |                          |  |  |                          |                          |                          |                          |                          |                          |  |  |                   |                   |                   |                   |                   |                   |  |  |
|                              |                              |                              |                              |                              |                              |  |  |                               |                               |                               |                               |                               |                               |  |  |                            |                            |                            |                            |                            |                            |                                          |                                          |                                          |                                          |                                          |                                          |                              |                              |                                 |                                 |                                 |                                 |                                 |                                 |                            |                            |                         |                         |                          |                          |                          |                          |                            |                            |                            |                            |                            |                            |                           |                           |                           |                           |                        |                        |                           |                           |                           |                           |                           |                           |  |  |                                                |                                                |                                                |                                                |                                                |                                                |  |  |                                                |                                                |                                                |                                                |                                                |                                                |  |  |                                              |                                              |                                              |                                              |                                                     |                                                     |                                                     |                                                     |                                                     |                                                     |                                                  |                                                  |                                                  |                                                  |                              |                              |                                        |                                        |                                        |                                        |                                        |                                        |                                     |                                     |                                     |                                     |                               |                               |                               |                               |                             |                             |                                                 |                                                 |                                                 |                                                 |                                                 |                                                 |  |  |                                     |                                     |                                     |                                     |                                     |                                     |  |  |                                      |                                      |                                      |                                      |                                      |                                      |  |  |                                   |                                   |                                   |                                   |                                   |                                   |  |  |                                   |                                   |                                   |                                   |                                   |                                   |  |  |                               |                               |                               |                               |                               |                               |  |  |                                    |                                    |                                    |                                    |                                    |                                    |                      |                      |                                  |                                  |                                    |                                    |                                    |                                    |                                    |                                    |                                |                                |                                |                                |                                |                                |                               |                               |                                   |                                   |                                   |                                   |                                   |                                   |                              |                              |                              |                              |  |  |                      |                      |                      |                      |                      |                      |  |  |                          |                          |                          |                          |                          |                          |  |  |                          |                          |                          |                          |                          |                          |  |  |                   |                   |                   |                   |                   |                   |  |  |
|                              |                              |                              |                              |                              |                              |  |  | Frédéric X de Danemark (1968) | Frédéric X de Danemark (1968) | Frédéric X de Danemark (1968) | Frédéric X de Danemark (1968) | Frédéric X de Danemark (1968) | Frédéric X de Danemark (1968) |  |  | Mary Donaldson (1972)      | Mary Donaldson (1972)      | Mary Donaldson (1972)      | Mary Donaldson (1972)      | Mary Donaldson (1972)      | Mary Donaldson (1972)      |                                          |                                          |                                          |                                          |                                          |                                          |                              |                              |                                 |                                 |                                 |                                 |                                 |                                 | Alexandra Manley (1964)    | Alexandra Manley (1964)    | Alexandra Manley (1964) | Alexandra Manley (1964) | Alexandra Manley (1964)  | Alexandra Manley (1964)  |                          |                          | Joachim de Danemark (1969) | Joachim de Danemark (1969) | Joachim de Danemark (1969) | Joachim de Danemark (1969) | Joachim de Danemark (1969) | Joachim de Danemark (1969) |                           |                           | Marie Cavallier (1976)    | Marie Cavallier (1976)    | Marie Cavallier (1976) | Marie Cavallier (1976) | Marie Cavallier (1976)    | Marie Cavallier (1976)    |                           |                           |                           |                           |  |  | Gustave de Sayn-Wittgenstein-Berlebourg (1969) | Gustave de Sayn-Wittgenstein-Berlebourg (1969) | Gustave de Sayn-Wittgenstein-Berlebourg (1969) | Gustave de Sayn-Wittgenstein-Berlebourg (1969) | Gustave de Sayn-Wittgenstein-Berlebourg (1969) | Gustave de Sayn-Wittgenstein-Berlebourg (1969) |  |  | Carina Axelsson (1968)                         | Carina Axelsson (1968)                         | Carina Axelsson (1968)                         | Carina Axelsson (1968)                         | Carina Axelsson (1968)                         | Carina Axelsson (1968)                         |  |  | Friedrich von Pfeil und Klein-Ellguth (1967) | Friedrich von Pfeil und Klein-Ellguth (1967) | Friedrich von Pfeil und Klein-Ellguth (1967) | Friedrich von Pfeil und Klein-Ellguth (1967) | Friedrich von Pfeil und Klein-Ellguth (1967)        | Friedrich von Pfeil und Klein-Ellguth (1967)        |                                                     |                                                     | Alexandra de Sayn-Wittgenstein-Berlebourg (1970)    | Alexandra de Sayn-Wittgenstein-Berlebourg (1970)    | Alexandra de Sayn-Wittgenstein-Berlebourg (1970) | Alexandra de Sayn-Wittgenstein-Berlebourg (1970) | Alexandra de Sayn-Wittgenstein-Berlebourg (1970) | Alexandra de Sayn-Wittgenstein-Berlebourg (1970) |                              |                              | Michael Ahlefeldt-Laurvig-Bille (1965) | Michael Ahlefeldt-Laurvig-Bille (1965) | Michael Ahlefeldt-Laurvig-Bille (1965) | Michael Ahlefeldt-Laurvig-Bille (1965) | Michael Ahlefeldt-Laurvig-Bille (1965) | Michael Ahlefeldt-Laurvig-Bille (1965) |                                     |                                     | Alexandre Johanssmann (1977)        | Alexandre Johanssmann (1977)        | Alexandre Johanssmann (1977)  | Alexandre Johanssmann (1977)  | Alexandre Johanssmann (1977)  | Alexandre Johanssmann (1977)  |                             |                             | Nathalie de Sayn-Wittgenstein-Berlebourg (1975) | Nathalie de Sayn-Wittgenstein-Berlebourg (1975) | Nathalie de Sayn-Wittgenstein-Berlebourg (1975) | Nathalie de Sayn-Wittgenstein-Berlebourg (1975) | Nathalie de Sayn-Wittgenstein-Berlebourg (1975) | Nathalie de Sayn-Wittgenstein-Berlebourg (1975) |  |  |                                     |                                     |                                     |                                     |                                     |                                     |  |  | Carlos Morales Quintana (1970)       | Carlos Morales Quintana (1970)       | Carlos Morales Quintana (1970)       | Carlos Morales Quintana (1970)       | Carlos Morales Quintana (1970)       | Carlos Morales Quintana (1970)       |  |  | Alexia de Grèce (1965)            | Alexia de Grèce (1965)            | Alexia de Grèce (1965)            | Alexia de Grèce (1965)            | Alexia de Grèce (1965)            | Alexia de Grèce (1965)            |  |  |                                   |                                   |                                   |                                   |                                   |                                   |  |  |                               |                               |                               |                               |                               |                               |  |  |                                    |                                    |                                    |                                    | Paul de Grèce (1967)               | Paul de Grèce (1967)               | Paul de Grèce (1967) | Paul de Grèce (1967) | Paul de Grèce (1967)             | Paul de Grèce (1967)             |                                    |                                    | Marie-Chantal Miller (1968)        | Marie-Chantal Miller (1968)        | Marie-Chantal Miller (1968)        | Marie-Chantal Miller (1968)        | Marie-Chantal Miller (1968)    | Marie-Chantal Miller (1968)    |                                |                                | Nicolas de Grèce (1969)        | Nicolas de Grèce (1969)        | Nicolas de Grèce (1969)       | Nicolas de Grèce (1969)       | Nicolas de Grèce (1969)           | Nicolas de Grèce (1969)           |                                   |                                   | Chrysí Vardinogiánnis (1981)      | Chrysí Vardinogiánnis (1981)      | Chrysí Vardinogiánnis (1981) | Chrysí Vardinogiánnis (1981) | Chrysí Vardinogiánnis (1981) | Chrysí Vardinogiánnis (1981) |  |  | Matthew Kumar (1983) | Matthew Kumar (1983) | Matthew Kumar (1983) | Matthew Kumar (1983) | Matthew Kumar (1983) | Matthew Kumar (1983) |  |  | Théodora de Grèce (1983) | Théodora de Grèce (1983) | Théodora de Grèce (1983) | Théodora de Grèce (1983) | Théodora de Grèce (1983) | Théodora de Grèce (1983) |  |  | Philippe de Grèce (1986) | Philippe de Grèce (1986) | Philippe de Grèce (1986) | Philippe de Grèce (1986) | Philippe de Grèce (1986) | Philippe de Grèce (1986) |  |  | Nina Flohr (1987) | Nina Flohr (1987) | Nina Flohr (1987) | Nina Flohr (1987) | Nina Flohr (1987) | Nina Flohr (1987) |  |  |
|                              |                              |                              |                              |                              |                              |  |  | Frédéric X de Danemark (1968) | Frédéric X de Danemark (1968) | Frédéric X de Danemark (1968) | Frédéric X de Danemark (1968) | Frédéric X de Danemark (1968) | Frédéric X de Danemark (1968) |  |  | Mary Donaldson (1972)      | Mary Donaldson (1972)      | Mary Donaldson (1972)      | Mary Donaldson (1972)      | Mary Donaldson (1972)      | Mary Donaldson (1972)      |                                          |                                          |                                          |                                          |                                          |                                          |                              |                              |                                 |                                 |                                 |                                 |                                 |                                 | Alexandra Manley (1964)    | Alexandra Manley (1964)    | Alexandra Manley (1964) | Alexandra Manley (1964) | Alexandra Manley (1964)  | Alexandra Manley (1964)  |                          |                          | Joachim de Danemark (1969) | Joachim de Danemark (1969) | Joachim de Danemark (1969) | Joachim de Danemark (1969) | Joachim de Danemark (1969) | Joachim de Danemark (1969) |                           |                           | Marie Cavallier (1976)    | Marie Cavallier (1976)    | Marie Cavallier (1976) | Marie Cavallier (1976) | Marie Cavallier (1976)    | Marie Cavallier (1976)    |                           |                           |                           |                           |  |  | Gustave de Sayn-Wittgenstein-Berlebourg (1969) | Gustave de Sayn-Wittgenstein-Berlebourg (1969) | Gustave de Sayn-Wittgenstein-Berlebourg (1969) | Gustave de Sayn-Wittgenstein-Berlebourg (1969) | Gustave de Sayn-Wittgenstein-Berlebourg (1969) | Gustave de Sayn-Wittgenstein-Berlebourg (1969) |  |  | Carina Axelsson (1968)                         | Carina Axelsson (1968)                         | Carina Axelsson (1968)                         | Carina Axelsson (1968)                         | Carina Axelsson (1968)                         | Carina Axelsson (1968)                         |  |  | Friedrich von Pfeil und Klein-Ellguth (1967) | Friedrich von Pfeil und Klein-Ellguth (1967) | Friedrich von Pfeil und Klein-Ellguth (1967) | Friedrich von Pfeil und Klein-Ellguth (1967) | Friedrich von Pfeil und Klein-Ellguth (1967)        | Friedrich von Pfeil und Klein-Ellguth (1967)        |                                                     |                                                     | Alexandra de Sayn-Wittgenstein-Berlebourg (1970)    | Alexandra de Sayn-Wittgenstein-Berlebourg (1970)    | Alexandra de Sayn-Wittgenstein-Berlebourg (1970) | Alexandra de Sayn-Wittgenstein-Berlebourg (1970) | Alexandra de Sayn-Wittgenstein-Berlebourg (1970) | Alexandra de Sayn-Wittgenstein-Berlebourg (1970) |                              |                              | Michael Ahlefeldt-Laurvig-Bille (1965) | Michael Ahlefeldt-Laurvig-Bille (1965) | Michael Ahlefeldt-Laurvig-Bille (1965) | Michael Ahlefeldt-Laurvig-Bille (1965) | Michael Ahlefeldt-Laurvig-Bille (1965) | Michael Ahlefeldt-Laurvig-Bille (1965) |                                     |                                     | Alexandre Johanssmann (1977)        | Alexandre Johanssmann (1977)        | Alexandre Johanssmann (1977)  | Alexandre Johanssmann (1977)  | Alexandre Johanssmann (1977)  | Alexandre Johanssmann (1977)  |                             |                             | Nathalie de Sayn-Wittgenstein-Berlebourg (1975) | Nathalie de Sayn-Wittgenstein-Berlebourg (1975) | Nathalie de Sayn-Wittgenstein-Berlebourg (1975) | Nathalie de Sayn-Wittgenstein-Berlebourg (1975) | Nathalie de Sayn-Wittgenstein-Berlebourg (1975) | Nathalie de Sayn-Wittgenstein-Berlebourg (1975) |  |  |                                     |                                     |                                     |                                     |                                     |                                     |  |  | Carlos Morales Quintana (1970)       | Carlos Morales Quintana (1970)       | Carlos Morales Quintana (1970)       | Carlos Morales Quintana (1970)       | Carlos Morales Quintana (1970)       | Carlos Morales Quintana (1970)       |  |  | Alexia de Grèce (1965)            | Alexia de Grèce (1965)            | Alexia de Grèce (1965)            | Alexia de Grèce (1965)            | Alexia de Grèce (1965)            | Alexia de Grèce (1965)            |  |  |                                   |                                   |                                   |                                   |                                   |                                   |  |  |                               |                               |                               |                               |                               |                               |  |  |                                    |                                    |                                    |                                    | Paul de Grèce (1967)               | Paul de Grèce (1967)               | Paul de Grèce (1967) | Paul de Grèce (1967) | Paul de Grèce (1967)             | Paul de Grèce (1967)             |                                    |                                    | Marie-Chantal Miller (1968)        | Marie-Chantal Miller (1968)        | Marie-Chantal Miller (1968)        | Marie-Chantal Miller (1968)        | Marie-Chantal Miller (1968)    | Marie-Chantal Miller (1968)    |                                |                                | Nicolas de Grèce (1969)        | Nicolas de Grèce (1969)        | Nicolas de Grèce (1969)       | Nicolas de Grèce (1969)       | Nicolas de Grèce (1969)           | Nicolas de Grèce (1969)           |                                   |                                   | Chrysí Vardinogiánnis (1981)      | Chrysí Vardinogiánnis (1981)      | Chrysí Vardinogiánnis (1981) | Chrysí Vardinogiánnis (1981) | Chrysí Vardinogiánnis (1981) | Chrysí Vardinogiánnis (1981) |  |  | Matthew Kumar (1983) | Matthew Kumar (1983) | Matthew Kumar (1983) | Matthew Kumar (1983) | Matthew Kumar (1983) | Matthew Kumar (1983) |  |  | Théodora de Grèce (1983) | Théodora de Grèce (1983) | Théodora de Grèce (1983) | Théodora de Grèce (1983) | Théodora de Grèce (1983) | Théodora de Grèce (1983) |  |  | Philippe de Grèce (1986) | Philippe de Grèce (1986) | Philippe de Grèce (1986) | Philippe de Grèce (1986) | Philippe de Grèce (1986) | Philippe de Grèce (1986) |  |  | Nina Flohr (1987) | Nina Flohr (1987) | Nina Flohr (1987) | Nina Flohr (1987) | Nina Flohr (1987) | Nina Flohr (1987) |  |  |
|                              |                              |                              |                              |                              |                              |  |  |                               |                               |                               |                               |                               |                               |  |  |                            |                            |                            |                            |                            |                            |                                          |                                          |                                          |                                          |                                          |                                          |                              |                              |                                 |                                 |                                 |                                 |                                 |                                 |                            |                            |                         |                         |                          |                          |                          |                          |                            |                            |                            |                            |                            |                            |                           |                           |                           |                           |                        |                        |                           |                           |                           |                           |                           |                           |  |  |                                                |                                                |                                                |                                                |                                                |                                                |  |  |                                                |                                                |                                                |                                                |                                                |                                                |  |  |                                              |                                              |                                              |                                              |                                                     |                                                     |                                                     |                                                     |                                                     |                                                     |                                                  |                                                  |                                                  |                                                  |                              |                              |                                        |                                        |                                        |                                        |                                        |                                        |                                     |                                     |                                     |                                     |                               |                               |                               |                               |                             |                             |                                                 |                                                 |                                                 |                                                 |                                                 |                                                 |  |  |                                     |                                     |                                     |                                     |                                     |                                     |  |  |                                      |                                      |                                      |                                      |                                      |                                      |  |  |                                   |                                   |                                   |                                   |                                   |                                   |  |  |                                   |                                   |                                   |                                   |                                   |                                   |  |  |                               |                               |                               |                               |                               |                               |  |  |                                    |                                    |                                    |                                    |                                    |                                    |                      |                      |                                  |                                  |                                    |                                    |                                    |                                    |                                    |                                    |                                |                                |                                |                                |                                |                                |                               |                               |                                   |                                   |                                   |                                   |                                   |                                   |                              |                              |                              |                              |  |  |                      |                      |                      |                      |                      |                      |  |  |                          |                          |                          |                          |                          |                          |  |  |                          |                          |                          |                          |                          |                          |  |  |                   |                   |                   |                   |                   |                   |  |  |
|                              |                              |                              |                              |                              |                              |  |  |                               |                               |                               |                               |                               |                               |  |  |                            |                            |                            |                            |                            |                            |                                          |                                          |                                          |                                          |                                          |                                          |                              |                              |                                 |                                 |                                 |                                 |                                 |                                 |                            |                            |                         |                         |                          |                          |                          |                          |                            |                            |                            |                            |                            |                            |                           |                           |                           |                           |                        |                        |                           |                           |                           |                           |                           |                           |  |  |                                                |                                                |                                                |                                                |                                                |                                                |  |  |                                                |                                                |                                                |                                                |                                                |                                                |  |  |                                              |                                              |                                              |                                              |                                                     |                                                     |                                                     |                                                     |                                                     |                                                     |                                                  |                                                  |                                                  |                                                  |                              |                              |                                        |                                        |                                        |                                        |                                        |                                        |                                     |                                     |                                     |                                     |                               |                               |                               |                               |                             |                             |                                                 |                                                 |                                                 |                                                 |                                                 |                                                 |  |  |                                     |                                     |                                     |                                     |                                     |                                     |  |  |                                      |                                      |                                      |                                      |                                      |                                      |  |  |                                   |                                   |                                   |                                   |                                   |                                   |  |  |                                   |                                   |                                   |                                   |                                   |                                   |  |  |                               |                               |                               |                               |                               |                               |  |  |                                    |                                    |                                    |                                    |                                    |                                    |                      |                      |                                  |                                  |                                    |                                    |                                    |                                    |                                    |                                    |                                |                                |                                |                                |                                |                                |                               |                               |                                   |                                   |                                   |                                   |                                   |                                   |                              |                              |                              |                              |  |  |                      |                      |                      |                      |                      |                      |  |  |                          |                          |                          |                          |                          |                          |  |  |                          |                          |                          |                          |                          |                          |  |  |                   |                   |                   |                   |                   |                   |  |  |
| Christian de Danemark (2005) | Christian de Danemark (2005) | Christian de Danemark (2005) | Christian de Danemark (2005) | Christian de Danemark (2005) | Christian de Danemark (2005) |  |  | Isabella de Danemark (2007)   | Isabella de Danemark (2007)   | Isabella de Danemark (2007)   | Isabella de Danemark (2007)   | Isabella de Danemark (2007)   | Isabella de Danemark (2007)   |  |  | Vincent de Danemark (2011) | Vincent de Danemark (2011) | Vincent de Danemark (2011) | Vincent de Danemark (2011) | Vincent de Danemark (2011) | Vincent de Danemark (2011) |                                          |                                          | Josephine de Danemark (2011)             | Josephine de Danemark (2011)             | Josephine de Danemark (2011)             | Josephine de Danemark (2011)             | Josephine de Danemark (2011) | Josephine de Danemark (2011) |                                 |                                 | Nikolai de Monpezat (1999)      | Nikolai de Monpezat (1999)      | Nikolai de Monpezat (1999)      | Nikolai de Monpezat (1999)      | Nikolai de Monpezat (1999) | Nikolai de Monpezat (1999) |                         |                         | Felix de Monpezat (2002) | Felix de Monpezat (2002) | Felix de Monpezat (2002) | Felix de Monpezat (2002) | Felix de Monpezat (2002)   | Felix de Monpezat (2002)   |                            |                            | Henrik de Monpezat (2009)  | Henrik de Monpezat (2009)  | Henrik de Monpezat (2009) | Henrik de Monpezat (2009) | Henrik de Monpezat (2009) | Henrik de Monpezat (2009) |                        |                        | Athena de Monpezat (2012) | Athena de Monpezat (2012) | Athena de Monpezat (2012) | Athena de Monpezat (2012) | Athena de Monpezat (2012) | Athena de Monpezat (2012) |  |  | Gustav de Sayn-Wittgenstein-Berlebourg (2023)  | Gustav de Sayn-Wittgenstein-Berlebourg (2023)  | Gustav de Sayn-Wittgenstein-Berlebourg (2023)  | Gustav de Sayn-Wittgenstein-Berlebourg (2023)  | Gustav de Sayn-Wittgenstein-Berlebourg (2023)  | Gustav de Sayn-Wittgenstein-Berlebourg (2023)  |  |  | Mafalda de Sayn-Wittgenstein-Berlebourg (2024) | Mafalda de Sayn-Wittgenstein-Berlebourg (2024) | Mafalda de Sayn-Wittgenstein-Berlebourg (2024) | Mafalda de Sayn-Wittgenstein-Berlebourg (2024) | Mafalda de Sayn-Wittgenstein-Berlebourg (2024) | Mafalda de Sayn-Wittgenstein-Berlebourg (2024) |  |  | Richard von Pfeil und Klein-Ellguth (1999)   | Richard von Pfeil und Klein-Ellguth (1999)   | Richard von Pfeil und Klein-Ellguth (1999)   | Richard von Pfeil und Klein-Ellguth (1999)   | Richard von Pfeil und Klein-Ellguth (1999)          | Richard von Pfeil und Klein-Ellguth (1999)          |                                                     |                                                     | Ingrid von Pfeil und Klein-Ellguth (2003)           | Ingrid von Pfeil und Klein-Ellguth (2003)           | Ingrid von Pfeil und Klein-Ellguth (2003)        | Ingrid von Pfeil und Klein-Ellguth (2003)        | Ingrid von Pfeil und Klein-Ellguth (2003)        | Ingrid von Pfeil und Klein-Ellguth (2003)        |                              |                              |                                        |                                        |                                        |                                        |                                        |                                        |                                     |                                     | Konstantin Johanssmann (2010)       | Konstantin Johanssmann (2010)       | Konstantin Johanssmann (2010) | Konstantin Johanssmann (2010) | Konstantin Johanssmann (2010) | Konstantin Johanssmann (2010) |                             |                             | Louisa Johanssmann (2015)                       | Louisa Johanssmann (2015)                       | Louisa Johanssmann (2015)                       | Louisa Johanssmann (2015)                       | Louisa Johanssmann (2015)                       | Louisa Johanssmann (2015)                       |  |  | Arrietta Morales y de Grecia (2002) | Arrietta Morales y de Grecia (2002) | Arrietta Morales y de Grecia (2002) | Arrietta Morales y de Grecia (2002) | Arrietta Morales y de Grecia (2002) | Arrietta Morales y de Grecia (2002) |  |  | Ana María Morales y de Grecia (2003) | Ana María Morales y de Grecia (2003) | Ana María Morales y de Grecia (2003) | Ana María Morales y de Grecia (2003) | Ana María Morales y de Grecia (2003) | Ana María Morales y de Grecia (2003) |  |  | Carlos Morales y de Grecia (2005) | Carlos Morales y de Grecia (2005) | Carlos Morales y de Grecia (2005) | Carlos Morales y de Grecia (2005) | Carlos Morales y de Grecia (2005) | Carlos Morales y de Grecia (2005) |  |  | Amelia Morales y de Grecia (2007) | Amelia Morales y de Grecia (2007) | Amelia Morales y de Grecia (2007) | Amelia Morales y de Grecia (2007) | Amelia Morales y de Grecia (2007) | Amelia Morales y de Grecia (2007) |  |  | María Olympía de Grèce (1996) | María Olympía de Grèce (1996) | María Olympía de Grèce (1996) | María Olympía de Grèce (1996) | María Olympía de Grèce (1996) | María Olympía de Grèce (1996) |  |  | Constantin Alexios de Grèce (1998) | Constantin Alexios de Grèce (1998) | Constantin Alexios de Grèce (1998) | Constantin Alexios de Grèce (1998) | Constantin Alexios de Grèce (1998) | Constantin Alexios de Grèce (1998) |                      |                      | Achíleas-Andréas de Grèce (2000) | Achíleas-Andréas de Grèce (2000) | Achíleas-Andréas de Grèce (2000)   | Achíleas-Andréas de Grèce (2000)   | Achíleas-Andréas de Grèce (2000)   | Achíleas-Andréas de Grèce (2000)   |                                    |                                    | Odysséas Kímon de Grèce (2004) | Odysséas Kímon de Grèce (2004) | Odysséas Kímon de Grèce (2004) | Odysséas Kímon de Grèce (2004) | Odysséas Kímon de Grèce (2004) | Odysséas Kímon de Grèce (2004) |                               |                               | Aristídis Stávros de Grèce (2008) | Aristídis Stávros de Grèce (2008) | Aristídis Stávros de Grèce (2008) | Aristídis Stávros de Grèce (2008) | Aristídis Stávros de Grèce (2008) | Aristídis Stávros de Grèce (2008) |                              |                              |                              |                              |  |  |                      |                      |                      |                      |                      |                      |  |  |                          |                          |                          |                          |                          |                          |  |  |                          |                          |                          |                          |                          |                          |  |  |                   |                   |                   |                   |                   |                   |  |  |

## Ordre de succession au trône de Danemark

### Lois de succession

En bleu clair, les duchés de Schleswig, de Holstein et de Lauenbourg.

La première loi régissant l'ordre de succession au trône danois comme monarchie héréditaire était la Lex Regia ou le Kongeloven en français : « la Loi royale », datée du 14 novembre 1665, publiée en 1709,. En effet, avant cette loi, la monarchie danoise était élective. La nouvelle loi successorale déclarait que la couronne de Danemark serait concédée aux descendants légitimes de Frédéric III de Danemark (roi de 1648 à 1670), par voie héréditaire et suivant un ordre de succession de primogéniture « semi-salique ». La couronne est ainsi accordée de préférence à un héritier mâle plutôt qu'à une femme parmi les enfants du monarque, mais aussi au plus âgé d'entre eux, en sachant qu'en cas d'extinction de la branche directe, le trône danois reviendrait à la branche aînée des descendants de Frédéric III. Pour les descendants par la voie des femmes, il était possible d'hériter du trône à condition qu'il n'y ait pas de dynastes mâles survivants par voie masculine pour prétendre à la fonction royale. Concernant les duchés de Lauenbourg ou de Holstein, où le roi régnait en tant que duc, la loi successorale adoptée était celle de la loi salique — c'est-à-dire que seuls les mâles pouvaient en hériter — et, par un accord mutuel, les deux duchés ont été joints entre eux de façon permanente par le traité de Ribe de 1460. Ainsi, les duchés de Schleswig (fief danois), de Lauenbourg et de Holstein (fiefs allemands) étaient par une union personnelle joints à la couronne de Danemark.

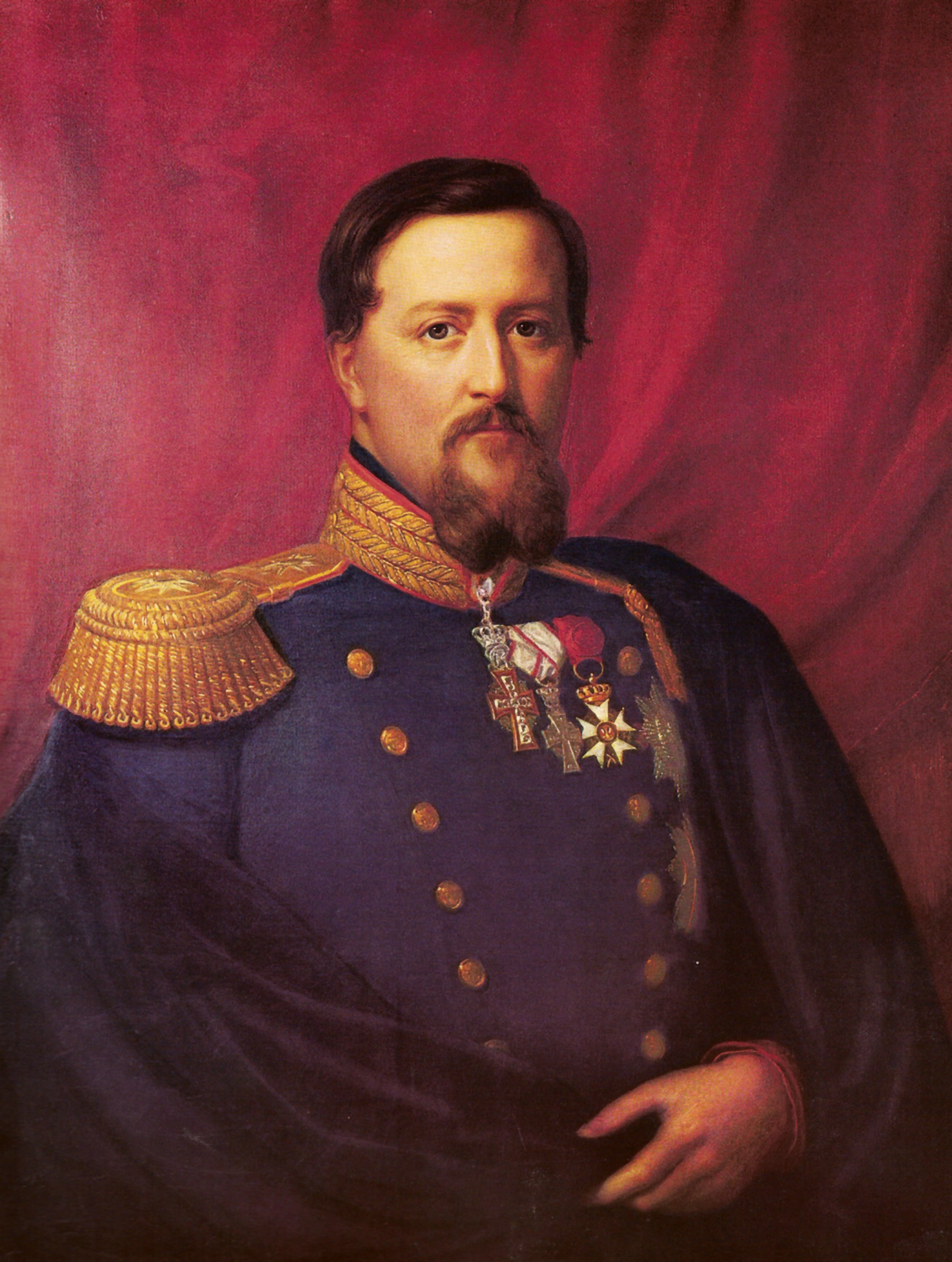
Le roi Frédéric VII de Danemark par August Schiøtt.

La question de succession a été posée lors du règne de Frédéric VII de Danemark, qui n'avait pas d'héritiers : un changement dynastique allait se produire de façon imminente, et ce dernier causerait une différenciation des ordres de successions, avec d'un côté celui de Danemark, et de l'autre, celui des duchés. En d'autres termes, cela signifiait que le nouveau monarque danois ne serait ni duc de Holstein ni duc de Lauenbourg. Pour assurer l'union perpétuelle des duchés de l'Elbe à la couronne danoise, l'ordre de succession des duchés se trouva modifié lors du protocole de Londres de 1852. Un héritier présomptif fut alors désigné : le prince Christian de Schleswig-Holstein-Sonderbourg-Glücksbourg, duc de Glücksbourg, qui n'était à strictement parler par primogéniture ni l'héritier de la couronne danoise ni celui des duchés Schleswig, de Holstein et de Lauenbourg. À l'origine, le premier ministre danois Christian Albrecht Bluhme voulait garder les principes successoraux distincts, mais, le gouvernement décida finalement l'application uniforme du principe de primogéniture patrilinéaire à toutes les parties du royaume, élément qui fut approuvé par le parlement danois.
L'ordre de succession approuvé par le Rigsdag (parlement danois) en 1853 est resté en vigueur pendant cent ans, avant d'avoir été modifié par la Loi de succession de 1953. La loi, approuvée par référendum par le peuple danois, abroge le principe de primogéniture par préférence masculine dans la succession au trône, ce qui signifie que les femmes pouvaient hériter, à condition qu'elles n'aient pas de frères. En 2009, le mode de transmission de la couronne fut de nouveau changé en faveur d'un ordre de succession par primogéniture absolue. Cette modification successorale imposa un changement immédiat dans l'ordre de succession : désormais, la princesse Isbella était assurée d'être à la succession immédiate de son frère aîné le prince Christian même si elle avait un frère (ce qui fut le cas en 2011 avec la naissance du prince Vincent).

### Ordre de succession actuel
Aujourd'hui, la succession au trône de Danemark est la suivante :
- Christian X, roi de Danemark (1870-1947)
  -  Frédéric IX, roi de Danemark (1899-1972)
    -  Margrethe II, reine de Danemark (1940)
      -  Frederik X, roi de Danemark (1968)
        - [ 1 ] Prince Christian de Danemark (2005)

      - [ 5 ] Prince Joachim de Danemark (1969)
        - [ 6 ] Nikolai, comte de Monpezat (1999)
        - [ 7 ] Felix, comte de Monpezat (2002)
        - [ 8 ] Henrik, comte de Monpezat (2009)
        - [ 9 ] Athena, comtesse de Monpezat (2012)

    - [ 10 ] Princesse Benedikte de Danemark (1944)
      - Descendance non dynaste[N 1]

    - [ Non dynaste ] Princesse Anne-Marie de Danemark[N 2], reine des Hellènes (1946)
      - Descendance non dynaste

  - Prince Knud de Danemark, prince héritier (1900-1976)
    - Princesse Élisabeth de Danemark (1935-2018)

## Privilèges et restrictions

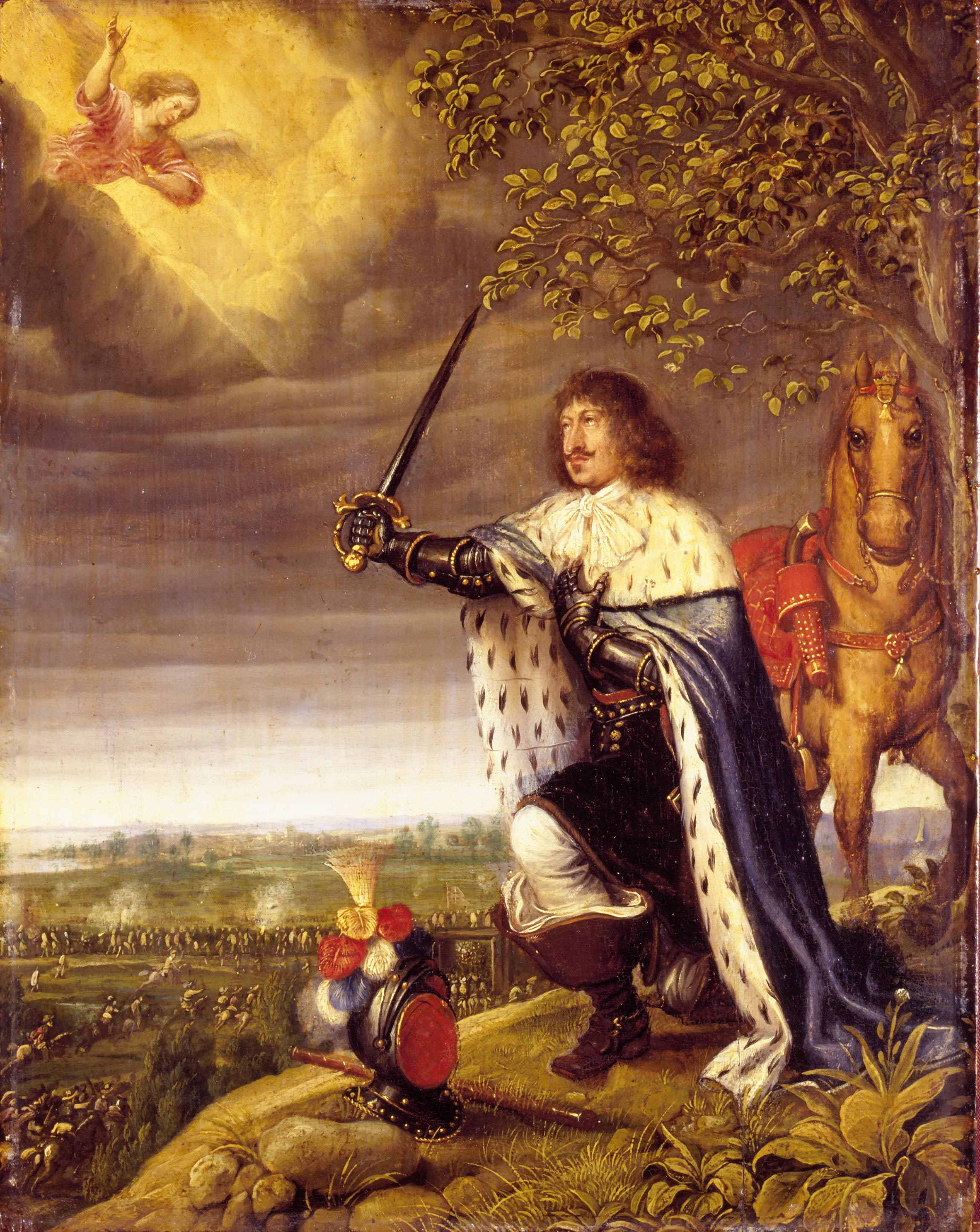
Frédéric III représenté à la bataille de Nyborg sans qu'il y ait participé (1658-1660).

À la suite de la transformation d'une forme de monarchie élective en 1665 à une monarchie héréditaire au Danemark, le Kongelov en français : « la Loi royale » — la loi successorale du royaume — établit le règne « par la grâce de Dieu » du roi Frédéric III et de ses descendants. À l'exception des articles 21 et 25 du Kongelov, tous les articles ont été abrogés.

« Aucun Prince du Sang, qui réside ici dans le Royaume et sur Notre territoire, ne doit se marier, ou quitter le Pays, ou rendre des services à des Princes étrangers, sans avoir reçu la Permission du Roi. »

— Article 21 du Kongelov de 1665

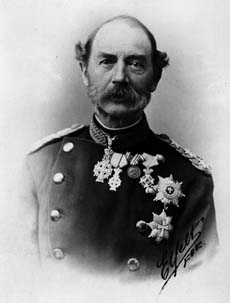
Christian IX, roi de Danemark de 1863 à 1906 dont seuls les descendants peuvent appartenir à l'ordre de succession.

Selon l'article 21 du Kongelove, les princes de Danemark qui résident de façon permanente dans d'autres pays avec la permission expresse de la couronne danoise (comme ceux de Grèce, de Norvège ou du Royaume-Uni) ne renoncent pas de ce fait à leurs titres royaux au Danemark et ne sont plus tenus d'obtenir des autorisations préalables du roi pour voyager à l'étranger ou pour se marier selon leur propre chef. Cependant, depuis 1950, les princes qui ne descendent pas en lignée mâle de Christian IX n'appartiennent plus à l'ordre de succession au trône danois. Aussi, les princes danois qui résident au Danemark ou dans ses territoires continuent aujourd'hui encore de demander l'autorisation préalable du monarque aussi bien pour voyager à l'étranger et que pour se marier selon la constitution du Danemark de 1953 et plus précisément l'article 5 de la loi de succession.

« [Les membres de la dynastie royale] ne doivent répondre à aucune Magistrature judiciaire, mais le premier et le dernier Juge est le Roi ou n'importe quelle personne qu'Il décrète. »

— Article 25 du Kongelov de 1665
Restés intacts depuis 1665, ces articles n'ont pas connus les différents amendements de la Constitution de 1849, de 1853 et de 1953, qui ont vu l'abrogation des autres articles du Kongelov.

## Résidences du couple royal danois
- La résidence royale officielle est le palais Amalienborg à Copenhague (Danemark).
- La résidence d'été de la famille royale est le château de Marselisborg près de Aarhus.
- Le château de Fredensborg sur l'île de Seeland est occupé par la famille royale au printemps et en automne.
- La reine Margrethe et prince Henrik ont également acquis une demeure privée en 1974, près de Cahors (France), le château de Caïx (le couple royal préférant l'ancienne appellation de Cayx), où la reine peut se consacrer à sa passion, la peinture d'art et qui, depuis 1988, expose dans différentes galeries spécialisées.

### Sources
- (en) Cet article est partiellement ou en totalité issu de l’article de Wikipédia en anglais intitulé « Danish Royal Family » (voir la liste des auteurs).
- (fr) Kongehuset.dk — Site officiel de la monarchie danoise